# فرانك ك. بلات
فرانك ك. بلات (بالإنجليزية: Frank C. Platt)‏ هو سياسي أمريكي، ولد في 23 يناير 1866. حزبياً، نشط في الحزب الجمهوري. وقد انتخب عضو جمعية ولاية نيويورك وانتخب عضو مجلس ولاية نيويورك.